# Canobbio
Canobbio é uma comuna da Suíça, no Cantão Tessino, com cerca de 1.866 habitantes. Estende-se por uma área de 1,37 km², de densidade populacional de 1.362 hab/km². Confina com as seguintes comunas: Cadro, Capriasca, Comano, Lugaggia, Lugano, Porza.
A língua oficial nesta comuna é o Italiano.